# لواو، آنگولا
لواو (به انگلیسی: Luau) شهری در استان کوانزای جنوبی واقع در کشور آنگولا است که در سال ۲۰۰۹ میلادی نفر جمعیت داشته است.